# Kerstin Pafumi
Kerstin Allona Gunnarsdotter Lind-Pafumi, född 1 april 1916 i Stockholm, död 13 november 2002 i Göteborg, var en svensk målare och grafiker.
Hon var dotter till läkaren Gunnar Lind och läkaren Signe Norström och från 1947 gift med Carmelo Pafumi. Hon studerade vid The Ruskin School of Art i Oxford 1933 och vid Kunstakademiet i Oslo 1934–1935 samt vid Det Kongelige Danske Kunstakademi i Köpenhamn 1935–1936 och under studieresor till Berlin, München, Paris och Italien. Hon medverkade i en grafikutställning i Berlin 1937 och ställde ut separat ett antal gånger i Göteborg och Borås. Tillsammans med sin man ställde hon ut på Galerie S:t Lucas i Stockholm 1946. Hon medverkade i Kunstnernes Efteraarsudstilling och  Nationalmuseums Unga tecknare. Lind-Pafumi är representerad med ett flertal verk vid Sahlgrenska sjukhuset i Göteborg.